# Theophilus Howard, 2. hrabě ze Suffolku
Theophilus Howard, 2. hrabě ze Suffolku (Theophilus Howard, 2nd Earl of Suffolk, 2nd Baron Howard de Walden) (13. srpna 1584, Audley End House, Anglie – 3. června 1640, Londýn, Anglie) byl anglický šlechtic a dvořan z významného rodu Howardů. Od roku 1610 zasedal ve Sněmovně lordů a zastával řadu funkcí ve správě několika hrabství. Za vlády Karla I. získal Podvazkový řád a byl lordem strážcem pěti přístavů (1628–1640).

## Životopis

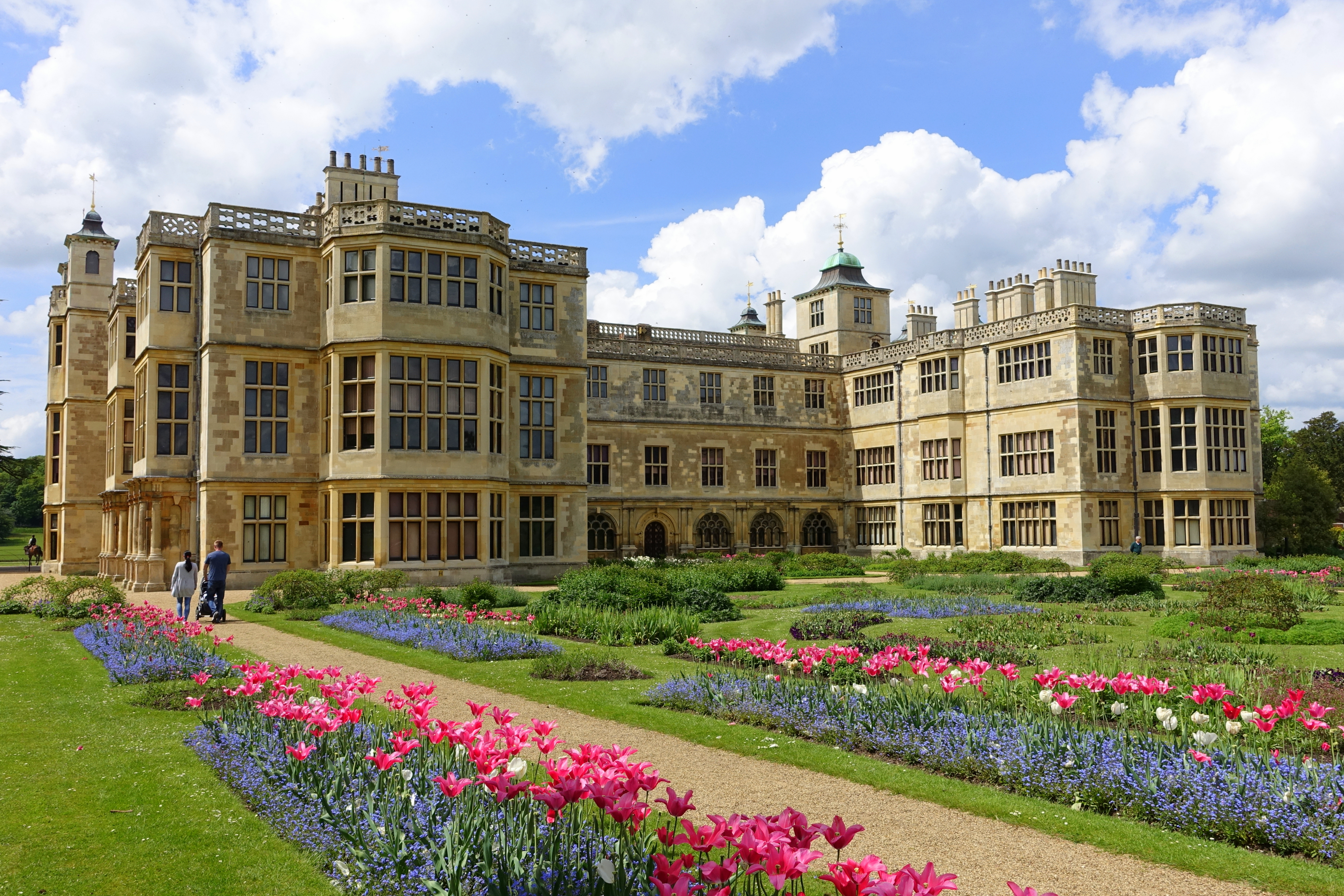
Zámek Audley End House (Essex), hlavní sídlo hrabat ze Suffolku

Pocházel z významné šlechtické rodiny Howardů, narodil se jako nejstarší syn prvního ministra a nejvyššího komořího Thomase Howarda, 1. hraběte ze Suffolku a jeho druhé manželky Katherine Knyvett (1564–1633). Studoval v Cambridge, v letech 1603–1605 absolvoval kavalírskou cestu po Francii a Itálii, po návratu do Anglie působil mimo jiné v justici a od mládí zastával řadu čestných funkcí v různých hrabstvích, jako dobrovolník sloužil také v armádě. V letech 1605–1610 byl členem Dolní sněmovny a v roce 1610 byl jako baron Howard z Waldenu povolán do Sněmovny lordů. Od roku 1614 do smrti byl lordem místodržitelem v hrabstvích Cumberland, Westmorland a Northumberland, v letech 1616–1635 byl kapitánem královské gardy, dále zastával posty nejvyššího sudího v Dorsetu (1621–1640) a Suffolku (1624–1640). I když v Horní sněmovně zasedal již od roku 1610, titul hraběte ze Suffolku zdědil po otci až v roce 1626. Po otci zároveň převzal další tři místodržitelské úřady ve třech hrabstvích (Suffolk, Dorset, Cambridgeshire, 1626–1640), od roku 1626 byl též členem Tajné rady a zastával řadu dalších čestných funkcí. V roce 1627 získal Podvazkový řád a po smrti vévody z Buckinghamu převzal ještě úřad lorda strážce pěti přístavů (tuto funkci po něm pak převzal Buckinghamův zeť vévoda z Lennoxu).
S manželkou Elizabeth Home (1599–1633), dcerou hraběte z Dunbaru, měl devět dětí, z nichž tři synové postupně zdědili titul hraběte ze Suffolku.